# 二階の他人
二階の他人（にかいのたにん）は多岐川恭が1961年に発表した短編小説、ならびにこれを原作とした松竹制作の映画。山田洋次監督の初監督作品である。1961年12月15日公開。上映時間56分。

## ストーリー
さまざまな場所から資金を集め、土地を購入し家を新築した葉室正巳と明子夫妻は、
ローン返済の為、二階部分を下宿として間貸しすることを思いつく。
最初の住人は小泉久雄と晴子夫妻。
しかし家賃の滞納を続けた上、失業中だと言う久雄は、正巳の紹介した倉庫番も怠けてしまう。
更に正巳の母のとみが、同居していた長男の鉄平夫婦ともめ事を起こした末に押し掛けて、久雄らと意気投合。花札などに興じる様になる。
正巳と明子は、小泉夫婦に対するまかないを打ち切った上で「出て行って欲しい」と通告するが、無視されてしまう。
遠藤巡査に相談の末、一念発起した正巳は二階に乗り込み、二人にバットを振り立てて追い出すことに成功。同時にとみも鉄平の家へと帰ってゆく。
しばらく経ってやって来た2番目の住人は、羽振りの良い華やいだ印象を持つ新婚の来島泰造と葉子夫妻。
来島の依頼で増築した風呂場が完成した頃、とみが再び押し掛けて来る。
とみに関して、鉄平、次兄の信哉夫妻を交えて話し合いを持つが決裂。兄達から家の建築費用の返済を迫られた正巳は、来島から借金をすることに。
数ヶ月後、来島夫妻が横領で指名手配中だという新聞記事が掲載され、次第に周囲に胡散臭い人間が現れる様になる。
来島夫妻は正巳達とクリスマスパーティを開くが、「態度が不自然」「心中を決意したのでは？」と正巳は遠藤巡査に相談。
翌日、とりあえずは無事だったものの、飼っていた小鳥を逃がす来島夫妻を目撃した明子は正巳の勤務先に出向き、三田村部長に相談するが、肉体関係を迫られてしまう。
明子が家に逃げ帰ると、自首した来島夫妻が警察に連行されて行くのが見えた。
来島からの借金がトラブルの原因になるのでは？と心配する正巳らだが、
明子は部屋に残されていた小鳥の籠に世話になった礼と「借金を口外しない」と書かれた手紙をみつけた。
正巳と明子は来島達が出所した時に返済するつもりで、毎月積み立ててゆくことを決意する。

## スタッフ
- 監督：山田洋次
- 製作：今泉周男
- 脚本：野村芳太郎　山田洋次
- 原作：多岐川恭
- 撮影：森田俊保
- 美術：宇野耕司
- 音楽：池田正義
- 録音：栗田周十郎
- 照明：須藤淸治
- 編集：谷みどり
- 録音技術：沼上精一
- 監督助手：不破三雄
- 装置：若林孝二郎
- 装飾：鈴木八州雄
- 撮影事務：大久保安夫
- 衣裳：斉藤耐三
- 撮影助手：鶴見正二
- 録音助手：松本隆司
- 照明助手：金沢淸
- 進行：岸本公夫
- 映倫：１２５８５

　
スタッフ本編クレジット表記順

## キャスト
- 葉室正巳：小坂一也

新築した家のローン返済の為に二階を間貸しすることになる。ややお人好しな面が見られる。
- 葉室明子：葵京子

正巳の妻。結婚前は正巳の同僚だった。
- 母・とみ：高橋とよ

正巳達の母。同居していた鉄平と喧嘩をして正巳の家に押し掛けて来る。やや下品な面がみられ、息子達ともめ事が多い。趣味は花札で久雄達と親しくなっていた。
- 長兄・鉄平：野々浩介

地方在住。正巳の家の新築費用の一部を出資しているが、とよの事で口論になった際、正巳に返済を迫っている。
- 次兄・信哉：穂積隆信

鉄平同様に正巳に資金援助をしており、とよとの同居に懸念を示した正巳に返済を迫る。
- 次兄の妻：峰久子
- 小泉久雄：平尾昌章

最初に間借りをした住人。 怠け者で働こうとせず家賃を滞納。正巳に退去させられた後、家賃踏み倒しの常習犯だったと発覚する。
- 小泉晴子：関千恵子

久雄の妻。
- 来島泰造：永井達郎

2番目の住人で自称、評論家。葉子を守る為に逃亡資金として勤務先から横領をしていた。のちに自首をして逮捕される。
- 来島葉子：瞳麗子

地回りのヤクザに狙われた事から、泰造と逃亡生活を開始。派手な印象があるが性格は悪くない。
- 遠藤巡査：山本幸栄

葉室家の近所を担当する警察官。ややちゃらんぽらんな面がある。
- 遠藤貞子：水木凉子
- 三田村部長：須賀不二男

正巳の上司で隣家の住人。正巳を利用したり､明子に迫ったりなど問題行動が多い。
- 三田村の妻：水上令子
- 三田村の女中：白川慶子
- 正巳の会社の同僚：末永功
- 菅二郎（劇団こじか）
- 永井久幸　　〃
- 新井伸江　　〃
- 今井健太郎
- 白川恵子
- 峰久子
- 牧信哉
- 城谷皓治

本編クレジット表記順